# A spaceman came travelling
A spaceman came travelling is de vijfde single van Chris de Burgh. Het is de derde en laatste single afkomstig van zijn studioalbum Spanish train and other stories.
In A spaceman came travelling opteert De Burgh voor de bewering van Erich von Däniken in Waren de goden kosmonauten. De Burgh liet in zijn liedje ruimtevaarders 2000 geleden de aarde bezoeken op het moment dat Jezus van Nazareth in zijn krib ligt. Het lied werd in Ierland zoveel verkocht dat het rond kerst de eerste plaats haalde. In andere landen bleef het buiten de hitparades. Het lied werd af en toe rondom kerst opnieuw uitgegeven en in de nadagen van The lady in red haalde het enkele hitparades, maar een grote hit werd het nergens. In Nederland werd het destijds als ep uitgebracht. Een aantal artiesten waaronder de Oostenrijkse rockband Eela Graig en het Britse Smokie coverden het.
Ook de B-kant Just a lonely boy heeft een relatie met religie. Ene Mary pikt van de straat een arme sloeber op en helpt hem. De vrienden etc. beschouwen hem als een verrader; hij zou opruiende verhalen vertellen en uiteindelijk wordt hij buiten de stad opgehangen.